# Hjalmar Appelgren-Kivalo

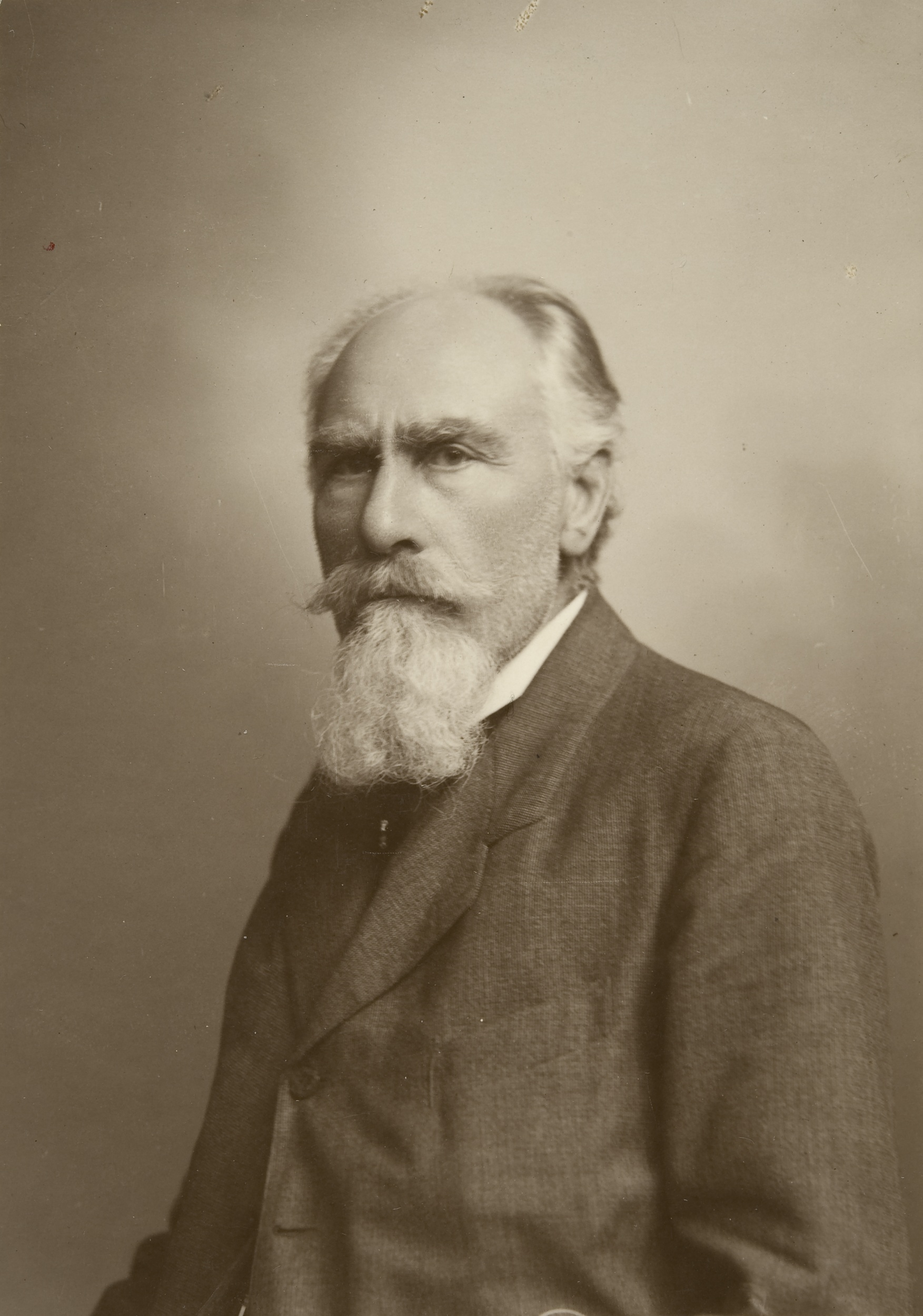
Hjalmar Appelgren-Kivalo.

Otto Hjalmar Appelgren-Kivalo, född den 5 april 1853 i Hyrynsalmi, död den 26 juli 1937 i Helsingfors, finländsk arkeolog, statsarkeolog 1915–1926 (efter J.R. Aspelin). År 1922 erhöll han professors namn.

## Biografi
Appelgren-Kivalo har främst studerat Finlands fornborgar, förhistoriska dräkter samt ornamentik. Han grundade publikationerna Finskt Museum och Suomen Museo 1894.
Redan 1891 disputerade Appelgren-Kivalo över ämnet fornborgar: Suomen Muinaislinnat. Inte bara de medeltida borgarna utgrävdes och undersöktes, utan även stadsarkeologin blev aktuell sedan Appelgren-Kivalo 1902 hade myntat begreppet ”det underjordiska Åbo” efter utgrävningar vid biskopssätet i Korois och av dominikanerklostret på Kaskisbacken. Utgrävningarna i Åbo blev centrala för medeltidsarkeologins utveckling.
Redan 1909 publicerade Appelgren-Kivalo en rikt illustrerad bok om dräkter, Suomalaisia pukuja myöhemmältä rautakaudelta, i vilken han redogör för sina utgrävningar i Yliskylä i Bjärnå 1893. Appelgren-Kivalo har indelat spännetyper i sex undertyper.

## Utmärkelser
- Riddartecknet av Finlands Vita Ros’ orden[2]
- Tre Stjärnors orden, femte klass[2]
- Riddare av Nordstjärneorden[2]

[Redigera Wikidata]